# Großsteingräber bei Jastorf
Die Großsteingräber bei Jastorf waren sieben megalithische Grabanlagen der jungsteinzeitlichen Trichterbecherkultur bei Jastorf, einem Ortsteil von Bad Bevensen im Landkreis Uelzen (Niedersachsen). Sie wurden im 19. Jahrhundert zerstört. Die Gräber wurden in den 1830er Jahren durch Georg Otto Carl von Estorff dokumentiert; vier von ihnen tragen die Sprockhoff-Nummern 774–777.

## Lage
| von Estorff | Sprockhoff      |
| ----------- | --------------- |
| Jastorf 1   | Jastorf 1 (774) |
| Jastorf 2   | Jastorf 2       |
| Jastorf 3   | Jastorf 3       |
| Jastorf 4   | Jastorf 4 (775) |
| Jastorf 5   | Jastorf 5 (776) |
| Jastorf 6   | Masendorf 1     |
| Jastorf 7   | Jastorf 7       |
| Jastorf 8   | Jastorf 8 (777) |

Von Estorff fertigte einen recht genauen Lageplan der Gräber an. Laut diesem befand sich Grab 1 nordöstlich von Jastorf bei einem Schafstall. Nordöstlich angrenzend lagen drei Grabhügel. Östlich von Jastorf und etwa 500 m südlich von Grab 1 lagen nahe beieinander die Gräber 3, 4 und 5 und etwas weiter nordwestlich Grab 2. Etwa 500 m südöstlich dieser Gruppe befand sich eine durch von Estorff als Jastorf 6 gezählte Anlage, die aber bereits auf dem Gebiet der Feldmark Masendorf lag; es handelt sich um das noch erhaltene Großsteingrab Masendorf 1. Grab 7 lag etwa 1 km östlich von Grab 1. Grab 8 wurde wohl versehentlich nicht auf dem Lageplan verzeichnet. Es befand sich etwa 300 m südöstlich der Gräbergruppe 3–5 in der Nähe des „N“ des Nordpfeils, auf der nördlichen Seite des Weges nach Oetzendorf.

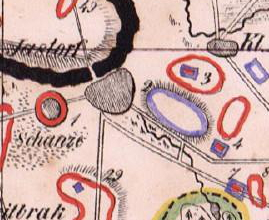
Lage der Gräber nach von Estorff (Nr. 2 und 3)
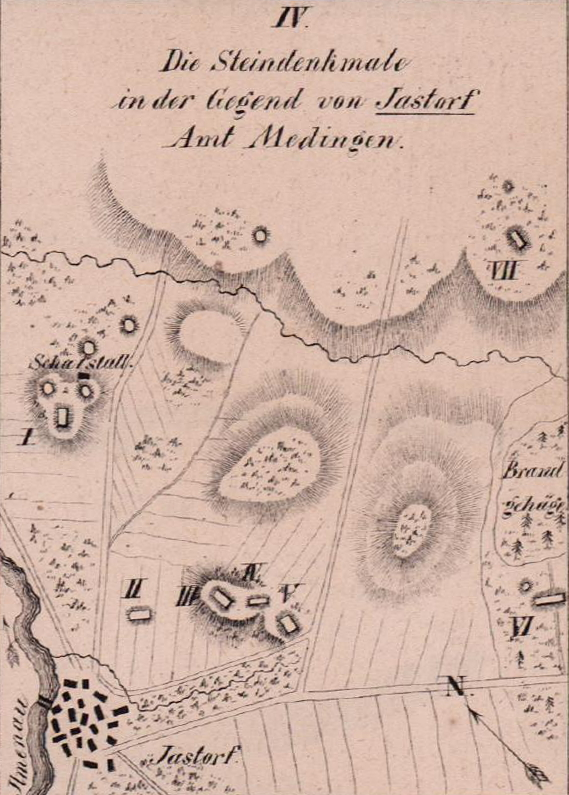
Detailplan des Gräberfelds von Jastorf, Grab VI gehört zu Masendorf, Grab VIII fehlt

In der näheren Umgebung gab es ursprünglich zahlreiche weitere Gräber: östlich das Großsteingrab Klein Hesebeck, südöstlich die Großsteingräber bei Masendorf und südlich die Großsteingräber bei Heitbrack.

## Beschreibung

### Grab 1

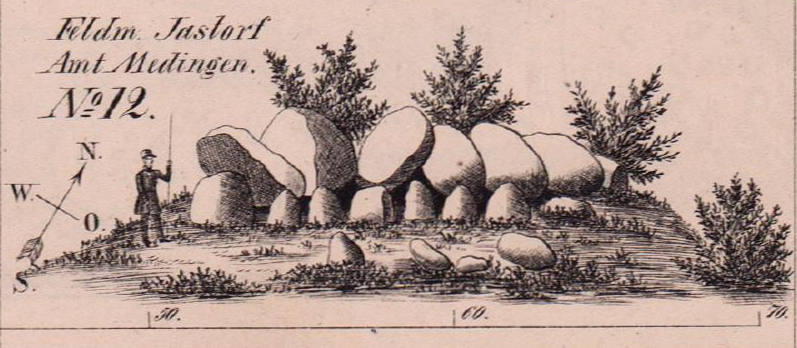
Ansicht von Grab 1 nach von Estorff

Grab 1 war bei von Estorffs Aufnahme noch sehr gut erhalten. Es besaß eine ost-westlich orientierte Hügelschüttung mit einer erhaltenen Höhe von 5 Fuß (ca. 1,5 m). Darin befand sich die Grabkammer mit einer Länge von 14 Schritt (ca. 11 m) und einer Breite von 7 Schritt (ca. 5,5 m). Die Kammer besaß 14 Wandsteine: je sechs an den Langseiten und jeweils einen Abschlussstein an den Schmalseiten. Auf diesen ruhten sechs Decksteine. Der westlichste hatte eine Länge von 2,62 m, eine Breite von 1,46 m und eine Dicke von 0,87 m; der zweite stand hochkant und war 1,46 m lang, 2 m breit und 0,58 m dick; der dritte Stein war 1,46 m lang, 0,87 m breit und 0,58 m dick; der vierte 2 m lang, 1,16 m breit und 0,58 m dick; der fünfte 1,46 m lang, 1,16 m breit und 0,58 m dick und der sechste, östlichste 1,75 m lang 1,87 m breit und 0,58 m dick. Vermutlich handelte es sich bei dem Grab um einen Großdolmen.

### Grab 2
Von Grab 2 konnte von Estorff nur eine in Resten erhaltene Grabkammer ausmachen. Sie war nord-südlich orientiert und hatte eine Länge von etwa 9 m und eine Breite von 3 m. Es waren noch fünf Wandsteine der östlichen Langseite, drei Wandsteine der westlichen Langseite sowie drei Decksteine erhalten. Der Grabtyp lässt sich nicht sicher bestimmen, aufgrund der Größe muss es aber ein Großdolmen oder ein Ganggrab gewesen sein.

### Grab 3
Grab 3 besaß ein nordost-südwestlich orientiertes Hünenbett mit einer Länge von 15 m und einer Breite von 7 m. Als von Estorff das Grab 1836 dokumentierte, waren nur noch wenige Umfassungssteine erhalten. Die Grabkammer war bereits vollständig zerstört worden; ihr Standort war nur noch als Vertiefung in der Hügelschüttung erkennbar.

### Grab 4

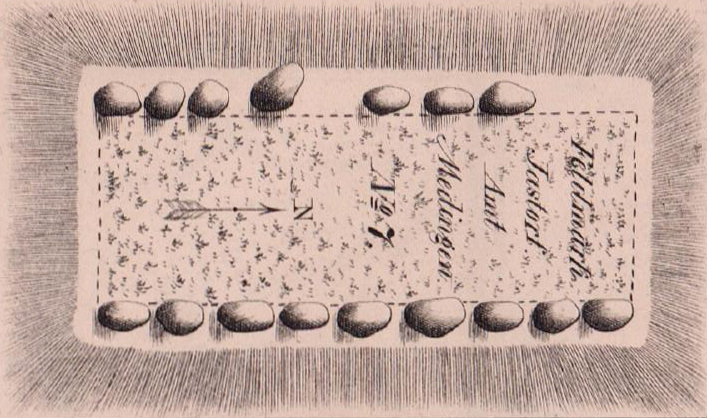
Grundriss von Grab 4 nach von Estorff

Grab 4 besaß ein nord-südlich orientiertes rechteckiges Hünenbett mit einer Länge von 14 m und einer Breite von 4,7 m. Umfassungssteine waren nur an den beiden Langseiten erhalten. Die östliche Reihe wies neun Steine auf und war offenbar noch vollständig. An der Westseite standen sechs Steine, ein weiterer war umgekippt, weitere Steine fehlten. Eine Grabkammer konnte von Estorff nicht feststellen, möglicherweise befand sie sich in der erhöhten Mitte der Hügelschüttung und war noch vollständig mit Erde bedeckt.

### Grab 5

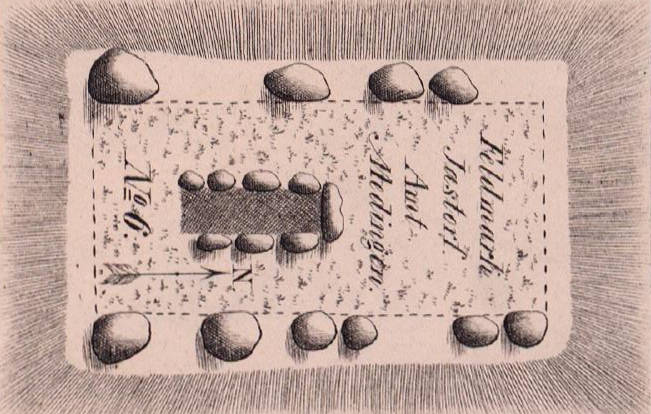
Grundriss von Grab 5 nach von Estorff

Grab 5 besaß ein nord-südlich orientiertes rechteckiges Hünenbett mit einer Länge von 12 m und einer Breite von 5,5 m. Von der Umfassung waren nur noch zwei unvollständige Reihen an den Langseiten erhalten, von denen die östliche sechs und die westliche vier Steine aufwies. Die Grabkammer befand sich in der südlichen Hälfte des Hünenbetts. Sie besaß noch vier Wandsteine an der westlichen Langseite, drei an der östlichen Schmalseite sowie den nördlichen Abschlussstein. Der südliche Abschlussstein und der angrenzende Wandstein der Ostseite fehlten, ebenso sämtliche Decksteine. Vermutlich handelte es sich bei der Kammer um einen Großdolmen. Die Maße sind etwas unklar; von Estorff gibt eine Länge von 8 Fuß (ca. 2,3 m) und eine Breite von 4 Fuß (ca. 1,2 m) an, die Grundrisszeichnung spricht aber eher für eine Länge von etwa 3,5 m.

### Grab 7
Von Grab 7 waren nur die Reste einer nord-südlich orientierten Grabkammer mit einer Länge von knapp 5 m und einer Breite von fast 4 m (?) erhalten. Es waren noch acht Wandsteine und zwei Decksteine vorhanden. Ein Deckstein war herabgestürzt, der zweite lag nur noch auf einer Seite auf den Wandsteinen auf. Der Grabtyp lässt sich anhand dieser Angaben nicht sicher ermitteln, aufgrund der Größe der Kammer muss es sich aber um einen Großdolmen oder um ein Ganggrab gehandelt haben.

### Grab 8

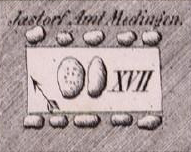
Grundriss von Grab 8 nach von Estorff

Grab 8 besaß ein nordwest-südöstlich orientiertes rechteckiges Hünenbett mit einer Länge von etwa 9 m und einer Breite von 4,5 m. Von der Umfassung waren jeweils fünf Steine an den Langseiten erhalten. Etwas nordwestlich der Mitte lag die Grabkammer, deren Wandsteine bei von Estorffs Untersuchung wohl noch vollständig in der Erde steckten. Erkennbar waren lediglich zwei Decksteine; die Oberseite des nordwestlichen war platt und wies 20 Schälchen auf. Der Grabtyp lässt sich nicht mehr bestimmen.